# Chakravarti Rajagopalachari
Chakravarthi Rajagopalachari (10 décembre 1878 – 25 décembre 1972), connu sous les surnoms de Rajaji ou C.R., est un juriste, écrivain, homme d'État indien et spiritualiste hindou. De 1948 à 1950, il est le second gouverneur général de l'Inde indépendante, après Lord Mountbatten, puis ministre en chef de l'État de Madras de 1952 à 1954.

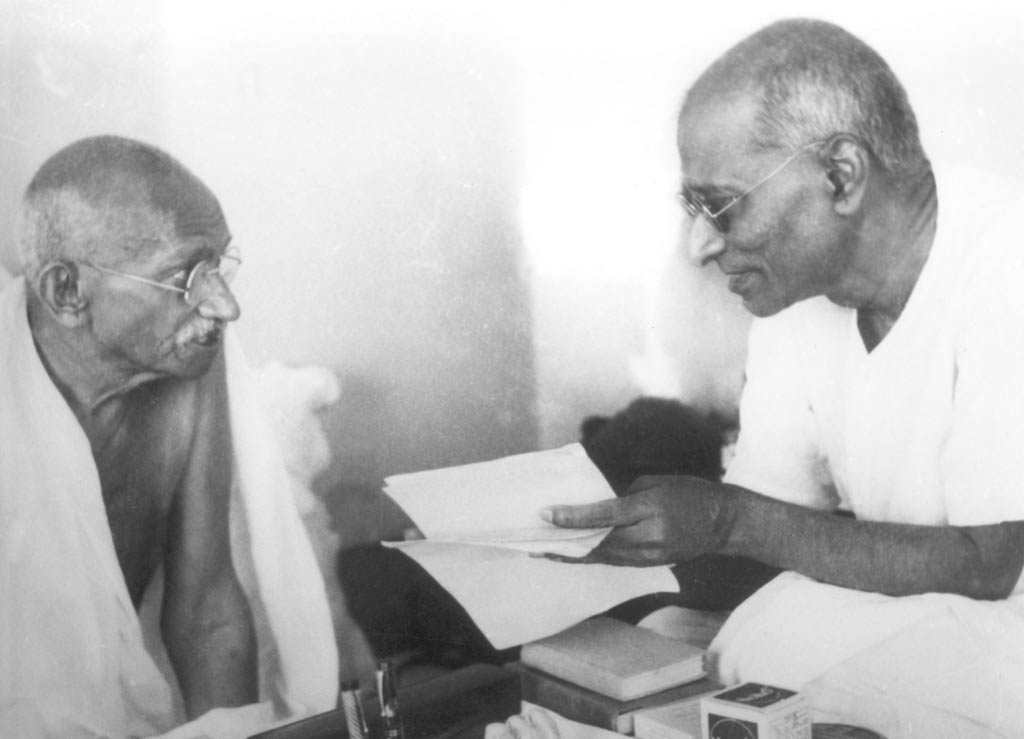
Rajagopalachari (à droite), en compagnie de Gandhi (à gauche).

## Biographie
Il voit le jour à Thorapalli, un village des environs d'Hosur, à l'époque dans la présidence de Madras aux Indes britanniques. Il est le fils de Chakravarti Venkatarya Iyengar, d'une famille de brahmanes, et de son épouse Singaramma.
Considéré un temps comme l'héritier de Gandhi, cet homme de loi brillant originaire de Salem, est avant l'indépendance l'un des cinq leaders du Parti du Congrès avec Jawaharlal Nehru, Rajendra Prasad, Sardar Vallabhbhai Patel et Abul Kalam Azad. Parmi ces cinq hommes, Rajaji, Nehru et Patel sont censés incarner « la tête, le cœur et les mains »  de Gandhi, dans l'ombre duquel ils restent jusqu'à sa disparition. Ironiquement, tous trois ont des caractères tempétueux et ne restent liés que par leur but commun et le charisme de Gandhi. Ils ont cependant un grand respect les uns pour les autres. Nehru écrit à propos de Rajaji dans son autobiographie comment son « intellect brillant, son caractère généreux et son pouvoir pénétrant d'analyse avaient été des atouts pour notre cause ».
Rajaji est probablement le premier leader du Parti du Congrès à admettre le caractère inévitable de la  partition de l'Inde. Il prophétise même, à raison, que le Pakistan ne gardera pas son unité plus de vingt-cinq ans. Rajaji est connu pour être un féroce défenseur de ses idéaux politiques qui n'hésite pas à contredire ses adjoints ou ses amis les plus proches en public lorsqu'il est en désaccord avec eux. 
Plus tard, C.R. devient un critique intransigeant de Nehru et du Congrès. Il fonde le parti Swatantra dans les années 1950 et attaque la politique de planification (license Raj) craignant qu'elle n'entraîne corruption et stagnation, au moment-même où la pensée socialiste de Nehru emporte toutes les faveurs.
Rajaji est l'auteur d'ouvrages sur Marc Aurèle et de version en langue anglaise du Ramayana et du Mahabharata. 
Il a reçu la Bharat Ratna en 1954.

## Distinctions
- Bharat Ratna en 1954.